# Spira (rigg)

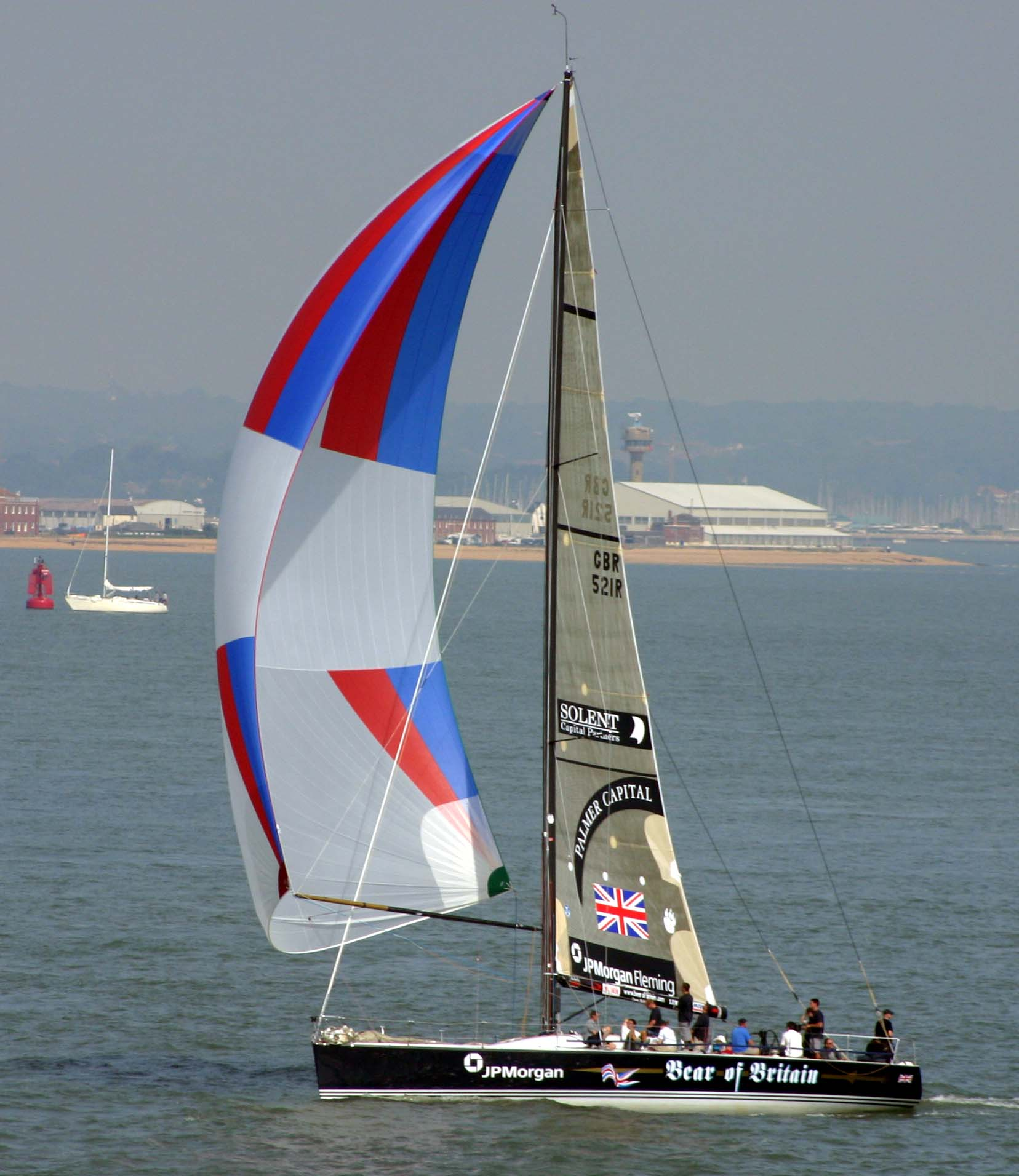
Spinnaker på en kappseglingsbåt, utspänd med en spinnakerbom mellan masten och spinnakerns lovartshorn

Spira, eller spirbom, är en stång, ett slags rundhult, som spänner ut ett segel i riggen på en segelbåt, till exempel ett försegel som en spinnaker eller en genua.